# كنيسة سانتا ماريا دل مار

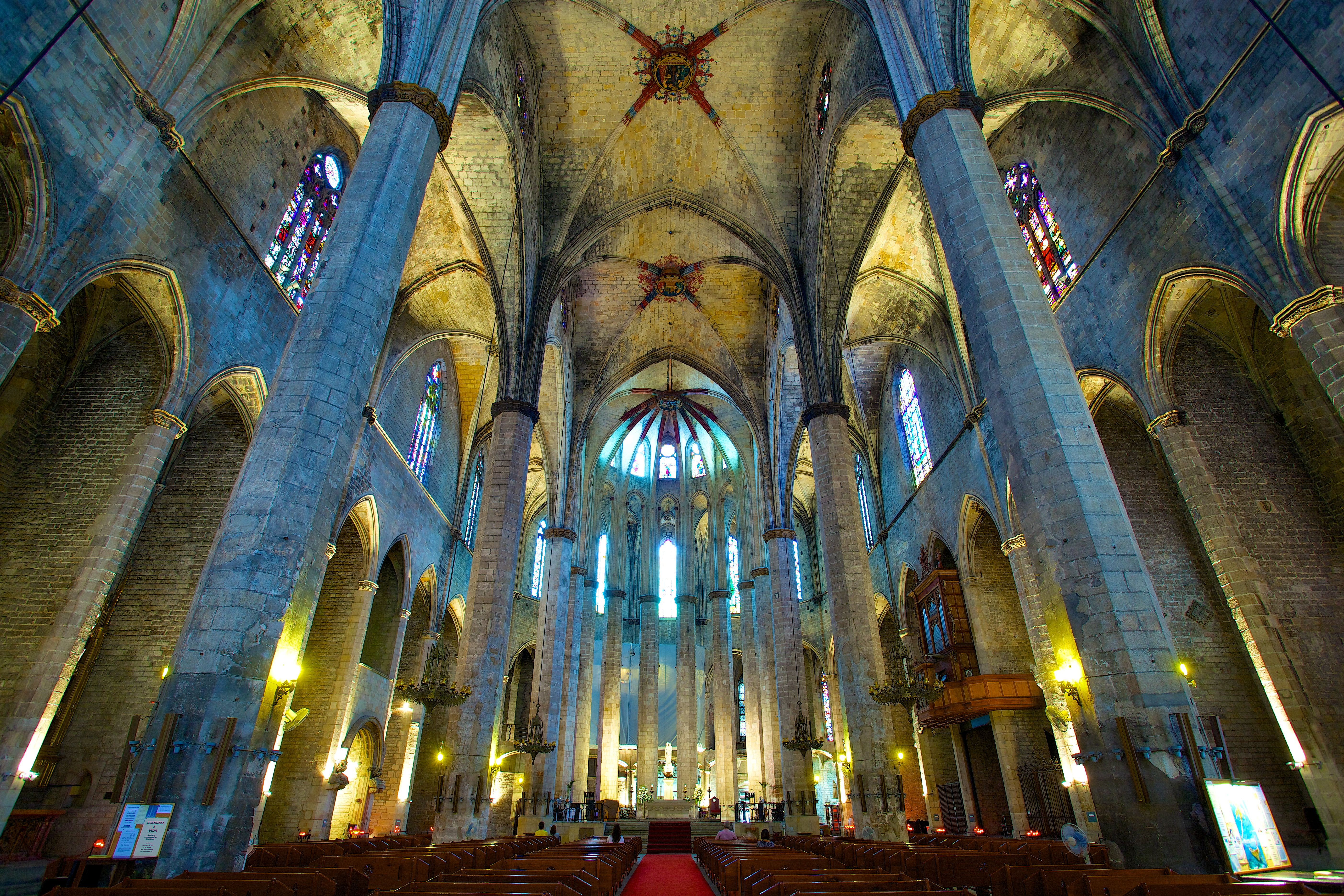
كنيسة سانتا ماريا دل مار

كنيسة سانتا ماريا دل مار (بالقطلونية والإسبانية: Santa Maria del Mar) هي هي كنيسة كبيرة في منطقة ريبيرا بمدينة برشلونة الإسبانية. شيدت بين عامي 1329 و1383 إبان ذروة النهضة التجارية والبحرية لقطلونيا. وهي ن الأمثلة البارزة على الطراز الفني القطلوني القوطي، الذي يجمع بين نقاء الأسلوب ووحدة مكوناته، بكيفية يندر أن توجد في المباني القروسطية الضخمة.

## تاريخ الكنيسة
تشير لوحة منقوشة باللاتينية والقطلونية على واجهة الكنيسة المطلة على ساحة فوسار دي ليس موريريس (بالقطلونية: Fossar de les Moreres) إلى أن أعمال إنشاء الكنيسة بدأت يوم 25 مارس 1329، وهو اليوم الذي وضع فيه الملك ألفونسو الرابع ملك أراغون (ألفونسو الثالث ملك قطلونيا) حجر أساس الكنيسة. وقد أشرف على إنشاء الكنيسة المعماريان بيرينغير دي مونتاغو (مصمم المبنى) ورامون ديبويغ، وشارك في أعمال البناء كل طوائف العاملين في منطقة ريبيرا. وقد انتهى تشييد الأسوار والواجهات سنة 1350، غير أن حريقًا شب سنة 1379 وأتى على أجزاء هامة من المبنى، ولم يوضع الحجر الأخير في الكنيسة إلا في 3 نوفمبر 1383، وكُرست الكنيسة في 15 أغسطس 1384. وفي سنة 1428 ضرب زلزال المنطقة، محدثًا إصابات عديدة بين المواطنين وأضرارًا بالغة بالمبنى، انتهى ترميمها سنة 1459. وفي سنة 1936، أتت النيران على الأيقونات وعلى المذبح ـ الذي كان على طراز الباروك.

## الكنيسة في الأدب الإسباني
تدور أحداث الرواية التاريخية «كاتدرائية البحر» للكاتب البرشلوني إلديفونسو فالكونس على خلفية أعمال تشييد كنيسة سانتا ماريا دل مار.

## معرض صور

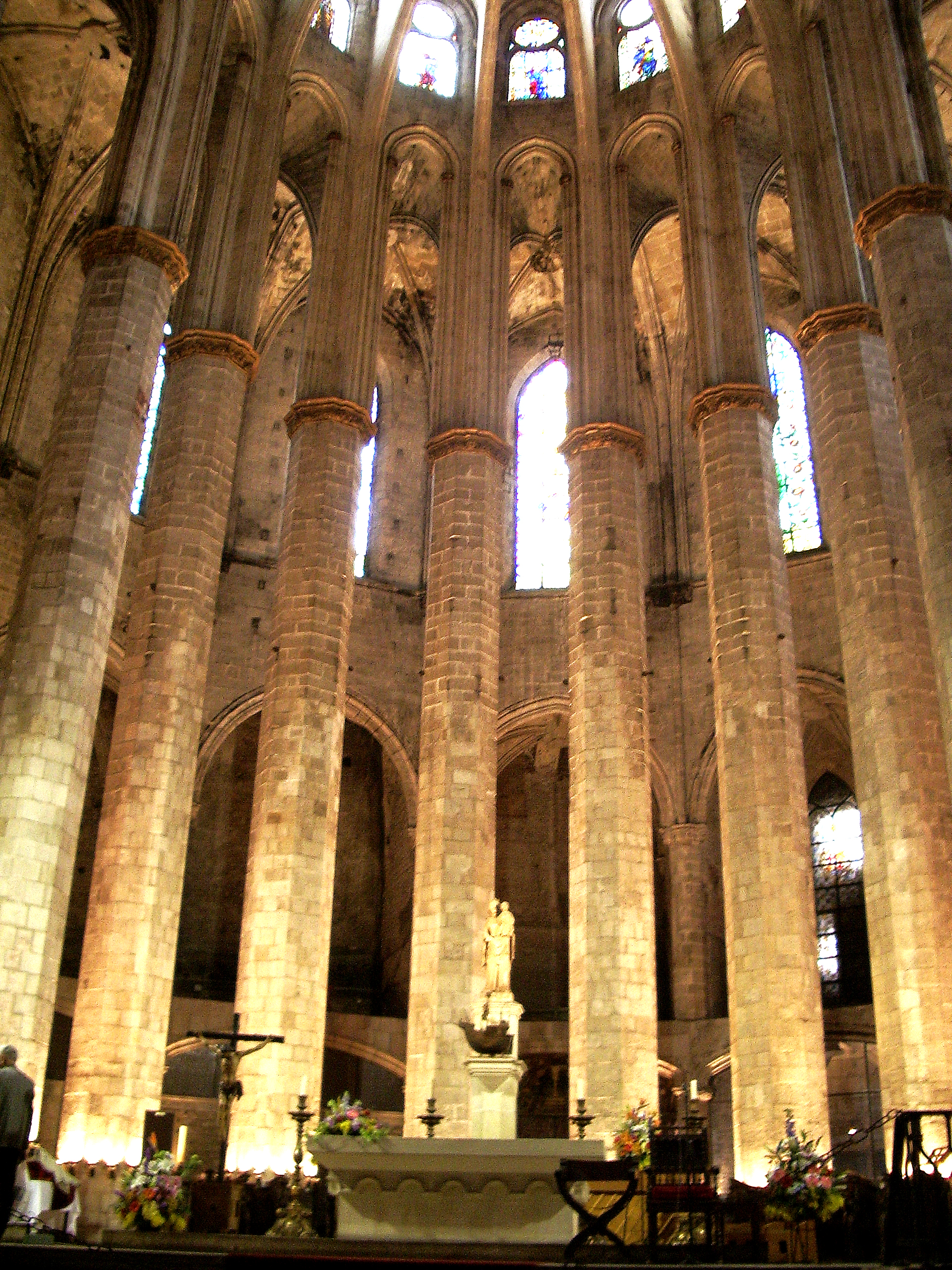
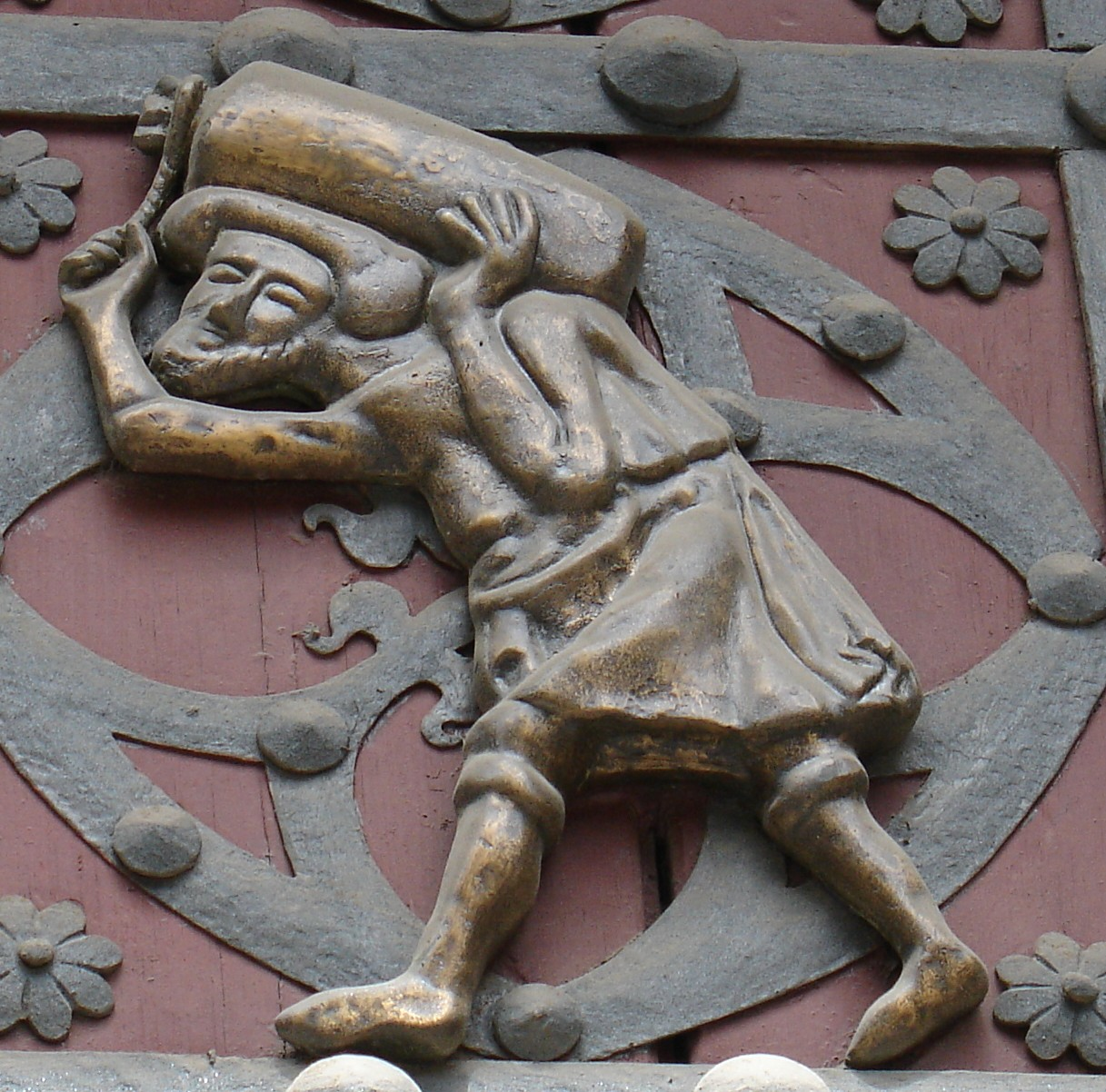
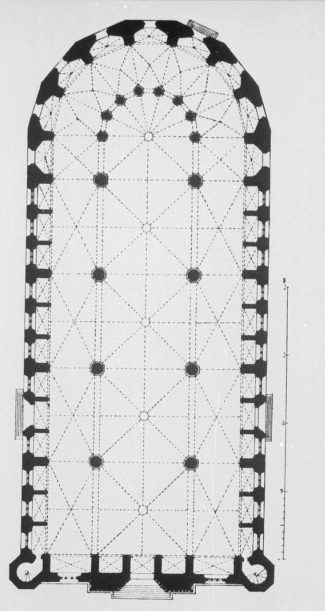
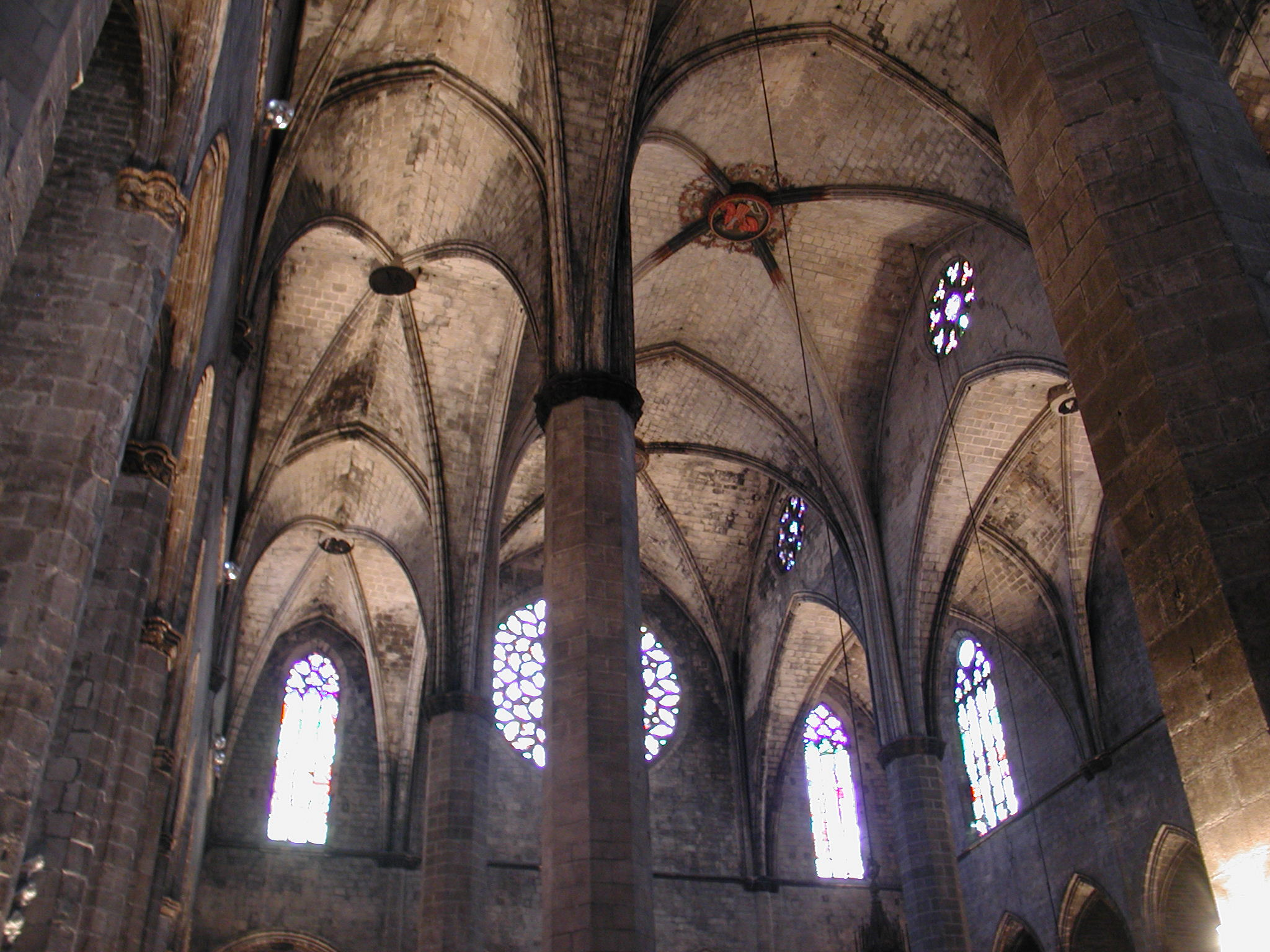